# Enneacanthus

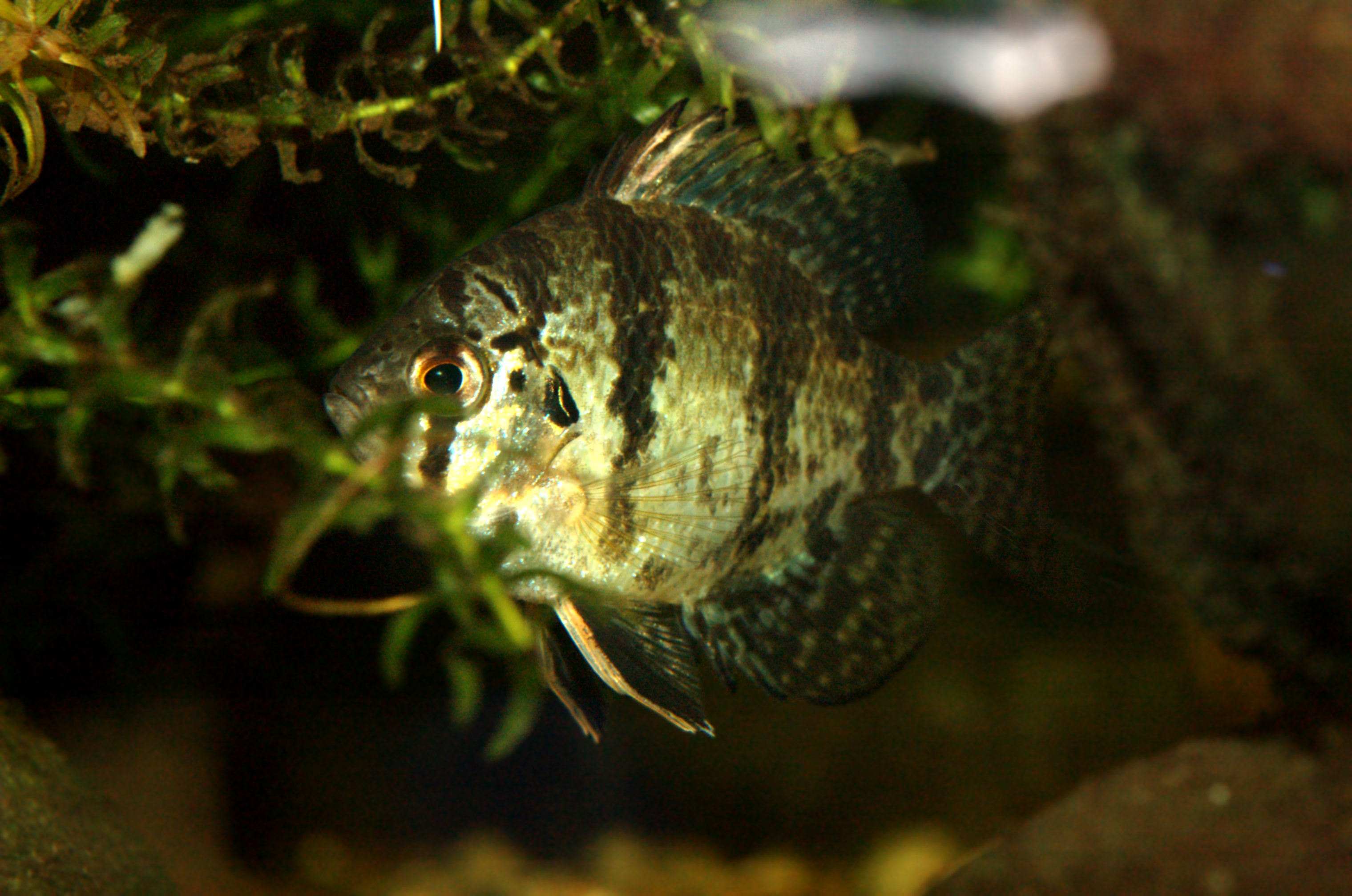
Enneacanthus chaetodon

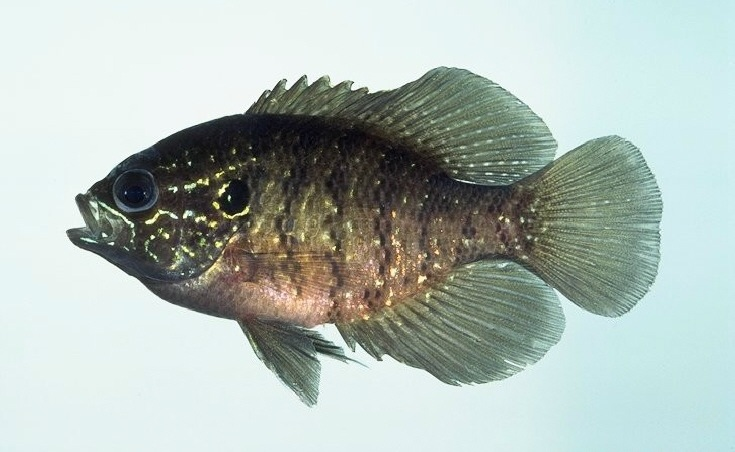
Enneacanthus obesus

Enneacanthus és un gènere de peixos d'aigua dolça pertanyent a la família dels centràrquids.

## Etimologia
Del grec εννέα (nou) i άκανθα (espina).

## Descripció
- Creixen fins a una longitud màxima total de, si fa no fa, 10 cm.[2]

## Hàbitat i distribució geogràfica
Són autòctons dels llacs, llacunes i estuaris de la zona atlàntica i del golf de Mèxic de Nord-amèrica.

## Taxonomia
- Enneacanthus chaetodon (Baird, 1855)[3]
- Enneacanthus gloriosus (Holbrook, 1855)[4]
- Enneacanthus obesus (Girard, 1856)[5][6][7][8][9][10][11]

## Observacions
Totes tres espècies són apreciades en aquariofília.